# Bel-Ridge
Bel-Ridge – wieś w Stanach Zjednoczonych, w stanie Missouri, w hrabstwie St. Louis.